# Полития
Полити́я (от греч. πολιτεία — государство) — понятие, используемое для обозначения политической единицы любого уровня (политической организации того или иного общества), то есть оно используется в качестве родового для таких понятий как «община», «вождество», «племя», «государство» и других. 
Полития может означать либо данное общество, всю совокупность граждан конкретной страны (края), либо совокупность институциональных форм и процессов, посредством которых осуществляется управление данной страной (краем). В широком смысле полития — другое наименование политической системы. Его обычно используют, когда хотят дать обозначение политической организации того или иного общества, свободное от аналитических коннотаций термина «система» или от метафизических, правовых или территориальных коннотаций термина «государство». Он часто фигурирует в дискуссиях о формах или типологиях политических систем, в особенности когда преследуется цель классифицировать политические системы в их целостности, а не конкретные институты, группы или политические подсистемы внутри того или иного общества.
Аристотель, возможно написал «Политий», обширный труд содержавший в себе историю и описание строя не менее 158 греческих и варварских государств.